# Wassup
Wassup (hangul: 와썹, estilizado como WA$$UP) foi um grupo feminino sul-coreano formado pela Sony Music e pela Mafia Records, composto por 7 membros: Jinjoo, Dain, Nada, Nari, Jiae, Soojin e Woojoo.  O grupo estreou com a canção "Wa$$up", no programa musical Show Champion em 7 de agosto de 2013.

## História

### 2013: Estreia e "Hotter Than A Summer"
Em 3 de Agosto de 2013, a Sony Music anunciou que treinou um girl group durante três anos, com estilo de musica dancehall e de dança tipo twerking. A Sony Music disse ainda que "Wa$$up será diferente dos outros grupos. Elas pretendem difundir a música hip hop através de suas inúmeras atividades. Em 7 de Agosto, o grupo lançou o videoclipe de estreia intitulado "Wa$$up". Mais tarde fez sua estreia nos palcos do Show Champion, mas devido às restrições destes programas de músicas, enfraqueceu a performance do grupo no show. O videoclipe foi banido pela SME (Sony Music Entertainment) no Youtube devido à violação dos direitos autorais. Em 9 de Agosto de 2013, o grupo lançou o solo da integrante Nada, intitulado "Bang Bang" que é parte do single do grupo. O videoclipe mostra a sensualidade de Nada e a habilidade de rap.
Em 2 de Setembro de 2013, o grupo lançou um teaser do próximo single "Hotter Than A Summer" no canal oficial do grupo no Youtube. O single é uma musica de estilo de reggae na qual foi composta pelo Red Roc e estrita por YE YO. No dia 4 de Setembro de 2013 o grupo lançou o videoclipe, sendo disponível por tempo limitado de graça para download.

### 2013: Comeback com "NOM NOM NOM"
Mafia Records revelou no final de Outubro que o grupo faria seu comeback na segunda metade de Novembro sendo revelada também a photo-teaser do grupo.
Então no começo de Novembro foram reveladas duas teaser da musica. Em 20 de Novembro o grupo lançou seu primeiro mini álbum "NOM NOM NOM" junto com o videoclipe. Elas fizeram o Comeback Stage no mesmo dia no Show Champion.

### 2014 - 2016: Fire, Shut Up U e Stupid Liar
Em 9 de junho de 2014, Wassup lançou um videoclipe para o single "Fire". O vídeo foi feito para celebrar a Copa do Mundo FIFA de 2014, no Brasil. O vídeo mostrava a grupo jogando futebol com camisolas brasileiras e sul-coreanas. O Showtime, EP de Wassup entrou na parada de álbuns do Gaon Korean no número 55. Em 8 de dezembro de 2014, eles lançaram um videoclipe para "Shut Up U".
Em 26 de janeiro de 2015, o grupo lançou um vídeo para "Stupid Liar". Em 25 de dezembro de 2015, o grupo lançou um clipe de Natal especia para a canção 안아줘, de seu EP, Showtime.
Em 27 de novembro de 2015, Woojoo torceu o tornozelo enquanto praticava movimentos de dança, fazendo com que o próximo retorno do grupo fosse adiado. Em 03 de fevereiro de 2016, Wassup lançou um single colaborativo com Madtown e Rooftop House Studio, intitulado "Do You Know How I Feel" com Jooyi, um ex-membro da Rania.

### 2017 - presente: Saída de Jinjoo, Dain e Nada eColorTV
Em 01 de fevereiro de 2017, foi anunciado que Nada tinha deixado oficialmente o grupo após uma disputa com a empresa, depois de seus ganhos de participar de "Unpretty Rapstar" foram tomadas pela empresa e aplicado a sua dívida pré-estréia. Depois que Nada pediu à empresa para rescindir seu contrato, eles recusaram, resultando em Nada arquivando uma ação judicial para rescindir por força seu contrato. A companhia anunciou que o grupo estaria retornando como um quarteto composto de Nari, Jiae, Woojoo e Soojin, mas não fez qualquer declaração sobre Dain e Jinjoo, levando à especulação de que elas tinham deixado o grupo também. Em 2 de fevereiro, foi anunciado que Dain e Jinjoo também tinha apresentado ações judiciais para encerrar seus contratos, para o qual a empresa revelou que o grupo como um todo ainda eram 500 milhões de won em dívida pré-estreia.
Em 31 de março, Wassup pré-lançou a faixa "Dominant Woman" uma única parte de seu terceiro mini-álbum intitulado ColorTV definido para ser lançado, em 13 de abril de 2017.

### 2019: fim do grupo
Em 10 de fevereiro de 2019, foi anunciado o fim do Wassup pela Mafia Records, devido ao término do contrato das integrantes.

## Atividades Solo e Participações especiais
Em 9 de Agosto de 2013, a rapper principal, NaDa lançou seu videoclipe solo como sua primeira música oficial solo. Em 24 de Setembro de 2013, a Sony Music lançou um cantor de rap chamado KK e o videoclipe do mesmo "쏴라! (Boys be..)" com a participação de todas as integrantes do grupo Wa$$up e de Semi, integrante do grupo Jewelry, nos vocais. Também em setembro Woojoo foi protagonista no videoclipe "고백해 (Ask Her out)" do grupo DEMION. Em 18 de maio de 2014 Nada fez uma participação na música "Domperii" de Pharaoh, junto com Red Roc. Em 24 de maio de 2014 NaDa e NaRi fizeram uma participação na música "We Are The Champs" do grupo brasileiro Champs da JS Entertainment. Em março de 2015, NaDa participou do single de The GITA, "시계추 (Pendulum)". Em setembro de 2015 Wa$$up e MssingNo participaram do single de TĀLĀ chamado "Tell Me". Em 02 de fevereiro de 2016 NADA lançou sua primeira mixtape "Homework" (홈워크) com 6 faixas de graça na internet.
Em 2015 uma das maknaes, Sujin, fez uma participação no programa Police 2015. E em 2016 Sujin participou da série Legend Hero como Lina, uma grande idol nacional. Ainda em 2016 Sujin estrelou o videoclipe de "Geudaeege" (그대에게) do cantor Mocha.
Em 2016 NaDa entrou no elenco do Unpretty Rapstar 3, conseguindo 4 faixas no programa, assim sendo a rapper com mais faixas na história do Unpretty Rapstar. Em dezembro de 2016 NaDa lançou seu primeiro single digital "Seorae Village" (서래마을), seu último lançamento como membro do grupo.
Em agosto de 2017 Nari fez uma participação no single "AH YAH SO NICE", debut de ZSUN.
Em 11 de fevereiro de 2022, Jiae anunciou um projeto no site de crowdfunding Makestar, para ajudar a financiar seu primeiro álbum solo. Em 8 de outubro de 2022, Jiae lançou seu álbum de debut solo, Love is Love.

## Ex-integrantes
- Jinjoo (hangul: 진주), nascida Park Jin-joo (hangul: 박진주) em Suwon, Gyeonggi, Coreia do Sul em 28 de abril de 1990 (34 anos).
- Dain (hangul: 다인), nascida Song Ji-eun (hangul: 송지은) em Seul, Coreia do Sul em 25 de junho de 1990 (34 anos).
- Nada (hangul: 나다), nascida Yoon Ye-jin (hangul: 윤예진) em Seul, Coreia do Sul em 25 de maio de 1991 (33 anos).

- Nari (hangul: 나리), nascida Kim Na-ri (hangul: 김나리) em Gangneung, Gyeonggi, Coreia do Sul em 5 de outubro de 1992 (32 anos).
- Jiae (hangul: 지애), nascida Kim Ji-ae (hangul: 김지애) em Cheongju, Chungcheong do Norte, Coreia do Sul em 31 de outubro de 1995 (29 anos).
- Soojin (hangul: 수진), nascida Bang Soo-jin (hangul: 방수진) em Jeonju, Jeolla do Norte, Coreia do Sul em 16 de junho de 1996 (28 anos).
- Woojoo (hangul: 우주), nascida Kim Woo-joo (hangul: 김우주) em Jeju, Coreia do Sul em 12 de julho de 1996 (28 anos).

## Discografia

### Extended Plays (EP)
| Ano  | Informação do Album | Posição nas Paradas | Vendas |
| Ano  | Informação do Album | KOR                 | Vendas |
| ---- | --- | ------------------- | ------ |
| 2013 | "NOM NOM NOM" - Lançamento: 9 de Novembro de 2013 - Língua: Coreano - Duração: 18:51 - Gravadora: Mafia Record - Formato: CD, download digital Lista de Faixas 1. 놈놈놈 (NOM NOM NOM) 2. WA$$UP 3. 갤럭시 (Galaxy) 4. Bang Bang (NaDa Solo) 5. Hotter Than A Summer 6. NOM NOM NOM (Inst.) | 29                  | +700   |
| 2014 | "Showtime" - Lançamento: 25 de Novembro de 2014 - Língua: Coreano - Duração: 27:25 - Gravadora: Mafia Record - Formato: CD, download digital Lista de Faixas 1. Showtime 2. 시끄러워U (Shut Up U) 3. Stupid Liar (Ft. NiiHWA) 4. 어딜 쳐다 봐 (NaDa Solo) (What You Looking At?) 5. 안아줘 (Hug Me) 6. 시끄러워U (Club Mix-DJ백승 Mix) (Shut Up U (Club Mix-DJ Baekseung MIX)) 7. 시끄러워U (Inst.) (Shut Up U) 8. Showtime (Inst.) | 55                  | —      |
| 2017 | "COLOR TV" - Lançamento: 13 de Abril de 2017 - Língua: Coreano - Duração: 16:00 - Gravadora: Mafia Record - Formato: CD, download digital Lista de Faixas 1. 칼라 TV (Color TV) 2. Lover 3. LALALA 4. 아름다워 (Beautiful) 5. 칼라 TV (Color TV) (Inst.) | —                   | —      |

### Músicas Promocionais
| 2013                                                                                |                         |               |          |
| "WA$$UP"                                                                            | 175                     | NOM NOM NOM   |          |
| "Hotter Than A Summer"                                                              | 172                     | NOM NOM NOM   |          |
| "놈놈놈 (NOM NOM NOM)"                                                              | 115                     | NOM NOM NOM   |          |
| "라팜팜파 (LA Pam Pam PA)"                                                          | 162                     | LA Pam Pam PA |          |
| 2014                                                                                | "Fire" (feat. M.TySON)  | —             | —        |
| 2014                                                                                | "시끄러워U (Shut Up U)" | —             | Showtime |
| "—" significa que o lançamento não entrou nas paradas ou não foi lançado na região. |                         |               |          |

### Singles Digitais
| Ano  | Informação do Álbum | Posição nas Paradas |
| Ano  | Informação do Álbum | KOR                 |
| ---- | --- | ------------------- |
| 2013 | "WA$$UP" - Lançado: 8 de Agosto de 2013 - Língua: Coreano - Duração: 10:35 - Gravadora: Mafia Record - Formato: Download Digital Lista de Faixas 1. Bang Bang (NaDa Solo) 2. WA$$UP 3. Bang Bang (Inst.)                 | 175                 |
| 2013 | "Hotter Than A Summer" - Lançado: 5 de Setembro de 2013 - Língua: Coreano - Duração: 06:50 - Gravadora: Mafia Record - Formato: Download Digital Lista de Faixas 1. Hotter Than A Summer 2. Hotter Than A Summer (Inst.) | 172                 |
| 2013 | "LA Pam Pam PA" - Lançado: 18 de Dezembro de 2013 - Língua: Coreano - Duração: 06:32 - Gravadora: Mafia Record - Formato: Download Digital Lista de Faixas 1. La Pam Pam Pa 2. Jingle Bell                               | 162                 |
| 2014 | "Fire (feat. M.TySON)" - Lançado: 27 de Maio de 2014 - Língua: Coreano - Duração: 03:00 - Gravadora: Mafia Record - Formato: Download Digital Lista de Faixas 1. Fire (feat. M.TySON)                                    | —                   |